# Чапаевка (река)
Чапаевка (устар. Мо́ча) — река в Самарской и Оренбургской областях, левый приток Волги.

## Физико-географическая характеристика
Длина реки 298 км, площадь водосборного бассейна — 4310 км². Исток находится на стыке Среднего Сырта и Синего Сырта (отроги Общего Сырта) на границе областей, в 8 км к юго-востоку от посёлка Шариповка (Самарская обл.) и в 7 км к западу от села Покровка (Оренбургская обл.). От истока течёт на северо-запад до Чапаевска, где поворачивает на северо-восток в пойме Волги. Ниже вблизи Новокуйбышевска поворачивает на запад. Впадает в протоку Сухая Самарка (нижний участок) в левобережье Волги в южной части Самарской Луки. Устье находится в 9 км к северо-западу от посёлка Маяк.

### Гидрография
Река с преимущественно снеговым питанием, маловодная. Постоянное течение наблюдается только в нижней части. Русло в средней и верхней частях в межень пересыхает, образуя цепочку озёр в русле.
Расход воды 2,53 м³/с. Ширина в низовьях до 50 м, глубина до 11 м. Берега в основном покрыты солонцами и обрабатываемыми полями, луговая растительность встречается около устья.
Река испытывает сильное антропогенное и техногенное воздействие, около половины стока ниже Чапаевска приходится на сточные воды.

### Основные притоки
(от устья, в скобках указана длина в км)
- 13 км пр: Кривуша (19)
- 41 км лв: ерик Черновка (10) — вытекает
- 46 км лв: овр. Сиван Уриха (14)
- 116 км лв: Большая Вязовка нижн. (73)
- 139 км лв: Сухая Вязовка (27)
- 160 км лв: Большая Вязовка верхн. (27)
- 164 км лв: Вязовка (27)
- 176 км лв: Малая Вязовка (24)
- 192 км лв: Кутуруша (31)

### Административные границы и населённые пункты
Протекает по границе Курманаевского района (Оренбургская обл.), по территории Алексеевского, Нефтегорского, Волжского, Красноармейского, Безенчукского районов, городских округов Чапаевск и Новокуйбышевск (все — Самарская обл.).
Крупнейшие населённые пункты на реке — Чапаевск, Маяк, Подъём-Михайловка, Яблоновый Овраг, Богдановка, Дмитриевка, Сухая Вязовка, в бассейне также находятся (без учёта бассейна волжских проток): Новокуйбышевск (частично), Красноармейское, Осинки и др.

## Палеонтология
В бассейне реки известны находки ископаемых остатков тетрапод, обитавших в триасовом периоде. Первое местонахождение окаменелостей открыто Т. Л. Дервиз в 1951 году напротив села Горяиновки, на правом берегу Чапаевки. В обнажениях конгломератов обнаружены кости неопределённых лабиринтодонтов. В последующие десятилетия в этом районе открыты другие локации с окаменелостями.
Летом 2020 года в овраге, который впадает в Чапаевку в 0,8 км к северо-востоку от села Ореховка, обнаружено ещё одно местонахождение раннетриасовых ископаемых, сложенное глинами, костеносными песчаниками и конгломератами. В этих слоях найдены образцы раннеоленёкских темноспондильных амфибий: фрагменты черепов и правая ветвь нижней челюсти Benthosuchus sushkini, правая ветвь нижней челюсти Thoosuchus sp. и фрагменты челюстей и рёбер неустановленных амфибий.

## Хозяйственное значение
Судоходна в зоне подпора Саратовского водохранилища до северной части Чапаевска (далее перекрыта дамбой). Судоходна также впадающая в низовьях Кривуша (протока от Волги).
Левые нижние притоки соединены в верховьях Куйбышевским обводнительно-оросительным каналом с реками бассейнов Чагры, Большого Иргиза и с Безенчуком.

## Природоохранные мероприятия
Созданы охраняемые природные территории (памятники природы) регионального значения «Исток реки Чапаевка» и «Устье реки Чапаевки». Планировалось создание охраняемой территории федерального значения «Чапаевские лиманы» во всей левобережной пойме Волги к югу от Самарской Луки — территория включена в список ключевых орнитологических территорий России, однако пока не имеет федерального природоохранного статуса.

## Этимология
Современное название происходит от названия города Чапаевск. Старое название Мо́ча — распространённое название рек, протекающих по низменным, заболоченным местам.

## Данные водного реестра
По данным государственного водного реестра России относится к Нижневолжскому бассейновому округу, водохозяйственный участок реки — Чапаевка от истока до устья. Речной бассейн реки — Волга от верхнего Куйбышевского водохранилища до впадения в Каспий.
Код объекта в государственном водном реестре — 11010001212112100008718.